# Hotel Nacional de Brasília
o Hotel Nacional de Brasília é um hotel brasileiro fundado em 1961 pela Família Canhedo. Localizado em Brasília, no Distrito Federal, hospedou personalidades como Jimmy Carter, Rainha Elizabeth II e Ronald Reagan.

## História
Inaugurado em 1961, pela Família Canhedo, o Hotel Nacional possui 10 andares de concreto armado e 347 apartamentos distribuídos em 43 mil m². Na construção, ainda existem quatro salões para festas e eventos, uma piscina aquecida, 12 salas de reunião, salão de beleza, lojas e um centro de estética.

### Ascensão
Grandes ícones se hospedaram no hotel, que viveu seu auge nas décadas de 1960 e 1970, personalidades do mundo inteiro, como o casal real britânico, Rainha Elizabeth II e Filipe, Duque de Edimburgo, em 1968. Além deles, outros ilustres passaram pelos corredores do hotel, como os presidentes dos Estados Unidos Jimmy Carter e Ronald Reagan, o presidente francês Charles De Gaulle, a primeira-ministra da Índia, Indira Gandhi, e os cosmonautas soviéticos Andrian Nikolayev e Pavel Popovich.

### Decadência e venda
Recentemente foi leiloado, devido a dívidas de outras empresas não ligadas a Família Canhedo. Foi arrematado por R$93 milhões pelo consórcio Incorp, do Grupo Bittar e Luner.